# 江﨑文武
江﨑 文武（えざき あやたけ、1992年11月19日 - ）は、日本の音楽家、ピアニスト、キーボーディスト、作曲家、音楽プロデューサー。福岡県出身。東京藝術大学音楽学部卒業。東京大学大学院修士課程修了。Forbes JAPAN「Forbes 30 Under 30 JAPAN」受賞者の1人。また、日本の4人組バンドWONKのメンバーである。

## 人物
WONK、millennium paradeのキーボーディストとして活動するほか、スタジオ・ミュージシャンとしてKing Gnu、米津玄師、Vaundy、iri、Friday Night Plansなどアーティストのレコーディングやライブをサポートしている。また、他のアーティストへの楽曲提供や編曲・プロデュースに加え、映画音楽、アニメーション音楽、CM音楽も手がけている。音楽教育の活動も行っており、雑誌『フォーブス』が選ぶ世界を変える「30歳未満の30人」フォーブス30アンダー30に選出された。

## 来歴
1992年11月19日、福岡県福岡市に生まれる。幼少期からピアノを習い、中学からはジュニアオーケストラに入団する傍ら、ビル・エヴァンスとの出会いから独学でジャズピアノを始める。福岡県立修猷館高等学校卒業。
2011年、東京藝術大学音楽学部入学。音楽環境創造科で映画やアニメーションの音楽制作を学ぶ。大学在学中、安宅賞受賞。同級生の石若駿、常田大希と出会う。
2013年、WONKを結成。活動開始後、サマーソニックやフジロックフェスティバルなどに出演。
2015年、映画『なつやすみの巨匠』（企画・脚本：入江信吾 監督：中島良 出演：博多華丸、国生さゆり、板谷由夏、リリー・フランキー）音楽監督に抜擢。
2016年、Daiki Tsuneta Millennium Paradeにキーボーディストとしてレコーディング参加。
2018年、King Gnu「Prayer X」にレコーディング参加。以降、King Gnu作品を多数手がける。
2019年、King Gnu「白日」にレコーディング参加、ミュージック・ビデオに出演。サポートミュージシャンとしてNHK紅白歌合戦に出演。millennium paradeとして活動開始。
2020年、東京大学大学院学際情報学府修士課程を修了。
2021年、映画『ホムンクルス』劇中音楽を担当。millennium paradeとしてNHK紅白歌合戦に出演。ソロでの活動をスタート。
2022年、音楽・教育・工学を結ぶ音楽家として、フォーブス30アンダー30に選出。
2025年、映画『＃真相をお話しします』劇中音楽を担当。

## 音楽活動

### バンド
- WONK - 2013年結成のソウル・バンド。ピアノ、キーボード、シンセサイザー、オルガン、作曲・編曲のほか、ロゴやアルバムアートワーク等のグラフィックデザインを担当[10]。
- millennium parade - 常田大希率いる音楽集団。前身のDaiki Tsuneta Millennium Parade時代からレコーディング参加[8]。 全楽曲でピアノ、キーボード、シンセサイザー、オルガンなどを担当。

### ソロ
- ホムンクルス (漫画) - 劇中音楽
- ＃真相をお話しします - 劇中音楽

### レコーディング
- King Gnu - 「Prayer X」（ピアノ、シンセサイザー）、「Slumberland」（キーボード、シンセサイザー）」、「白日」（ピアノ、オルガン、シンセサイザー）、「The hole」（ピアノ、シンセサイザー）、「飛行艇」（ピアノ、シンセサイザー）、「傘」（シンセサイザー）、「ユーモア」（オルガン、シンセサイザー）、「小さな惑星」（シンセサイザー、ピアノ、オルガン）、「Overflow」（ピアノ、オルガン）、「壇上」（オルガン）、「泡」（シンセサイザー）、「千両役者」（オルガン、シンセサイザー）、「三文小説」（ピアノ、シンセサイザー）、「BOY」（ピアノ、オルガン）、「F.O.O.L」（オルガン、シンセサイザー）、「一途」（オルガン、シンセサイザー）、「逆夢」（ピアノ）、「カメレオン」（ピアノ、シンセサイザー）
- Vaundy - 「しわあわせ」（ピアノ、ストリングスアレンジ）、「花占い」（ピアノ、ストリングス＆ホーンディレクション）、「Tokimeki」（ピアノ）、「裸の勇者」（ピアノ）、「そんなbitterな話」（ピアノ）
- Friday Night Plans - 「Plastic Love (Live)」（キーボード、シンセサイザー）、「UU (Live)」（キーボード、シンセサイザー）、「All The Dot's (Live)」（ピアノ、シンセサイザー）、「Unknown」（エレクトリックピアノ）
- 米津玄師 - 「LADY」（ピアノ）
- DREAMS COME TRUE - 「羽を持つ恋人 - DCT Version」
- kiki vivi lily - 「vivid」（ピアノ、キーボード、シンセサイザー）
- PAELLAS - 「Weight」（キーボード）
- Opus Inn - 「Too Late」（キーボード）
- 荒田洸 - 「Persona.」（ピアノ、キーボード、シンセサイザー）

### サポート
- King Gnu - NHK「紅白歌合戦」、テレビ朝日「ミュージックステーション」「ミュージックステーションスーパーライブ」、日本テレビ「日テレ系音楽の祭典 ベストアーティスト」、TBS「COUNT DOWN TV」
- Vaundy - NHK「シブヤノオト」
- iri - NHK「シブヤノオト」
- Friday Night Plans
- kiki vivi lily
- 冨田ラボ T.O.C Band
- Naz

### 編曲・プロデュース
- bird - 「GO OUT」（作曲）
- Naz - 「White Lie」（作曲・プロデュース）、「Fare」（プロデュース）
- 細井美裕 - 「Jardin」（作曲）
- 石川さゆり - NHK「SONGS」にて「ウイスキーが、お好きでしょ」アレンジを担当
- Hana Hope - 「きみはもうひとりじゃない」（作曲 / 作詞：加藤登紀子）
- Jo0ji - 1st EP「475」（共同編曲）